# Luke Healy
Luke Dominic Healy (* 1973 in Chelmsford, City of Chelmsford, Essex, England) ist ein britischer Schauspieler, Filmproduzent und Drehbuchautor. In seiner Funktion als Produzent gründete er die Unternehmungen Megatopia Films LTD und Brown Cap Productions.

## Leben
Healy wurde 1973 in Chelmsford geboren. Bereits als Kind machte er erste Erfahrungen mit dem Schauspiel für Fernsehproduktionen. Er lernte das Schauspiel an der London Academy of Music and Dramatic Art. Seine erste größere Rolle erhielt er 2000 in der Fernsehserie Das zehnte Königreich, in der er in drei Episoden einen Wächter der Königin darstellte. Er folgten Episodenrollen in Bachelors Walk, Inspector Lynley und My Dad’s the Prime Minister sowie eine Nebenrolle im Film The Football Factory. 2008 war er einer der Mitbegründer der Filmgesellschaft Megatopia Films LTD, wo er bis heute als Produzent tätig ist. 2013 war er im Katastrophenfilm 100° Below Zero – Kalt wie die Hölle in der Rolle des Lieutenant Perkins zu sehen. Noch im selben Jahr fungierte er im Film Outpost 11 erstmals als Produzent. Dort übernahm er neben Bernard Hill auch eine der Hauptrollen. Auch anlässlich der Produktion zu Outpost 11 gründete er mit Brown Cap Productions noch im selben Jahr seine eigene Produktionsfirma. In einem Interview mit dem Eurochannel gab er an, dass er die Arbeit als Schauspieler lieber mache, als die des Produzenten, da man sich nur um seine Rolle zu kümmern bräuchte und nicht das große Ganze im Auge behalten müsse. 2015 folgte mit The Carrier ein weiterer Film, in dem er in beiden Funktionen, als Produzent und Schauspieler, beteiligt war. 2019 folgte das Filmdrama The Flood, in der er sich auf die Produktion beschränkte. Für die Hauptrollen konnte er Lena Headey, Ivanno Jeremiah und Iain Glen verpflichten.

## Filmografie (Auswahl)

### Schauspieler
- 1983: On the Razzle (Fernsehfilm)
- 1983: Mansfield Park (Mini-Serie, Episode 1x01)
- 1995: Casualty (Fernsehserie, Episode 10x13)
- 1997: Chalk (Fernsehserie, Episode 1x06)
- 2000: Das zehnte Königreich (The 10th Kingdom) (Mini-Serie, 3 Episoden)
- 2001: Bachelors Walk (Fernsehserie, Episode 1x02)
- 2003: Inspector Lynley (The Inspector Lynley Mysteries) (Fernsehserie, Episode 2x03)
- 2003–2004: My Dad’s the Prime Minister (Fernsehserie, 2 Episoden)
- 2004: The Football Factory
- 2007: Double Time (Fernsehfilm)
- 2010: Covies (Fernsehserie, Episode 1x08)
- 2010: Nowhere Left to Run (Kurzfilm)
- 2012: Donald Newman: Underachiever (Also Saviour of the Universe) (Fernsehserie, Episode 1x03)
- 2012: Will There Be Blood? (Kurzfilm)
- 2012: Connected
- 2013: 100° Below Zero – Kalt wie die Hölle (100 Degrees Below Zero)
- 2013: Outpost 11
- 2015: The Carrier

### Produzent
- 2013: Outpost 11
- 2015: The Carrier
- 2019: The Flood

### Drehbuchautor
- 2015: The Carrier